# Шира околина Банџула
Шира околина Банџула (енгл. Greater Banjul Area) представља један од шест округа у Гамбији. Обухвата околину главног града Гамбије, Банџула.

## Становништво
| Година | Бр. становника |
| 1963.  | 40.017         |
| 1973.  | 78.185         |
| 1983.  | 145.612        |
| 1993.  | 270.540        |
| 2003.  | 357.238        |
| 2005.  | 379.780        |
| 2006.  | 391.231        |
| 2007.  | 402.753        |
| 2008   | 414.445        |

## Насељена места
У широј околини банџула постоје 3 насељена места: Банџул, Бакау и Серекунда.